# El último rey de los incas
El último rey de los incas (en alemán: Das Vermächtnis des Inka) es una película de aventuras de 1965 dirigida por Georg Marischka y protagonizada por Guy Madison, Rik Battaglia y Heinz Erhardt. Se realizó como una coproducción entre Bulgaria, Italia, España y Alemania Occidental ejecutada por Alberto Grimaldi. Se basa en la novela de título homónimo escrita por Karl May en 1892 y forma parte de un boom de adaptaciones de la obra del escritor.
El rodaje en exteriores tuvo lugar en Perú, España y Bulgaria. Los decorados de la película fueron diseñados por el director de arte Saverio D'Eugenio.

## Sinopsis
En el Perú del siglo XIX, el Gobierno envía dos delegados para negociar con los descendientes de los incas y otras tribus para evitar una rebelión. Mientras tanto, un bandido que mató a un sacerdote inca varios años antes busca explotar los disturbios para su propio beneficio.

## Elenco
- Guy Madison como Jaguar / Karl Hansen
- Rik Battaglia como Antonio Perillo
- Fernando Rey como presidente Castillo
- William Rothlein como Haukaropora
- Francisco Rabal como Gambusino
- Heinz Erhardt como el profesor Morgenstern
- Chris Howland como Don Parmesano
- Walter Giller como Fritz Kiesewetter
- Geula Nuni como Graziella
- Carlo Tamberlani como Anciano
- Raf Baldassarre como Gerónimo
- Santiago Rivero como Ministro Ruiz
- Ingeborg Schöner como Sra. Ruíz
- Lyubomir Dimitrov como El Brazo Valiente
- Bogomil Simeonov como Grosso